# Elmwood (Nebraska)
Elmwood è un comune degli Stati Uniti d'America, situato nello Stato del Nebraska, nella contea di Cass.